# Carsten Anker
 Der er for få eller ingen kildehenvisninger i denne artikel, hvilket er et problem. Du kan hjælpe ved at angive troværdige kilder til de påstande, som fremføres i artiklen.

Carsten Tank Anker (født 17. november 1747  på Frederikshald, død 13. marts 1824 på Biri Glasværk) var en dansk-norsk embedsmand og norsk statsmand.

## Uddannelse og karriere
Carsten Tank Anker var søn af Erik Anker. Han tiltrådte 1759 med sin broder Peter Anker og 4 fætre fra Christiania en flerårig udenlandsrejse. Fra 1771-72 opholdt han sig som udsending fra flere af de større norske handelshuse i Stockholm for at underhandle om en mere hensigtsmæssig ordning af tømmerflødningen på Klarelven uden dog at opnå det resultat, som ønskedes fra norsk side. Hans optræden i Sverige vakte imidlertid mistanke om, at han også arbejdede for hemmelige, politiske planer, og da Gustav 3. af Sverige under Ankers' ophold i Stockholm havde foretaget sit statskup, blev det fra København betydet ham, at han burde vende tilbage, hvad da også skete. 
Han trådte snart efter ind på embedsbanen, blev 10. maj 1774 sekretær i General- Landøkonomi- og Kommercekollegiet, 1776 3. kommitteret i dette og justitsråd, 1781 3. deputeret i Bjergværksdirektoriet og 1784 2. deputeret. 1779 blev han etatsråd, 1784 konf påerensråd. 14. januar 1778 optoges han i adelsstanden, – eller, som det hed, hans påståede ældre svenske adelskab blev anerkendt. 
Da Bjergværksdirektoriet ved kongelig resolution af 28. januar 1791 ophævedes, fik Anker afsked med pension. Han så i denne foranstaltning et værk af Christian Ditlev Reventlow, en ytring af en fra denne mod ham personlig rettet forfølgelse, og fattede siden en stærk uvilje mod Rentekammerets præsident. 
Imidlertid beholdt han dog sin post som første direktør i den såkaldte Realisations-Kommission, der var oprettet 1792 efter ophævelsen af det 1782 stiftede forenede Handels- og Kanalkompagni, der igen havde afløst den 1777-82 bestående norske fabriksdirektion. I begge disse havde Anker været medlem af direktionen. Som direktør i den nye kommission havde han desuden det specielle opsyn med samtlige statens norske glasværker. I 1792 trådte han ind som 1. direktør i bestyrelsen for det dansk-asiatiske Kompagni, hvilken post han beklædte indtil 1811. 

## Erhvervsmand i Norge
Desuden erhvervede han i 1794 en betydelig ejendom i Norge, i det han købte Eidsvoll Jernværk. Som udsending for det asiatiske Kompagni opholdt Anker sig fra august 1801 til januar 1805 i London for at ordne dettes handelsanliggender i forholdet til det engelsk-ostindiske Kompagni, en opgave, der synes at være lykkedes for ham på en aldeles udmærket måde, og som indbragte ham en storartet hædersgave fra kompagniet. 
I 1807 udførte han en større pengeforretning for regeringen i Hamburg og afsluttede en handel af skibstømmer for marinen. I 1811 bosatte han sig på Eidsvoll Jernværk, hvor hans virksomhed imidlertid snart kom til at lide under det tryk, der i de nærmest følgende år hvilede på alle Norges næringsveje. Derimod deltog han med usvækket kraft i det offentlige liv.

## Politiske tilhørsfold efter 1814
Under sit ophold i København havde han stået kongehuset nær og var navnlig blevet nøje bekendt med tronfølgeren, prins Christian Frederik; da denne i 1813 kom til Norge som statholder, blev Anker straks en af de mænd, til hvis råd prinsen under de daværende farefulde omstændigheder lyttede med størst opmærksomhed. Således indhentede han i september 1813 Ankers betænkning angående den påtænkte oprettelse af en norsk regeringskommission. Efter Kielerfreden havde prinsen under sin rejse til Trondhjem et møde på Eidsvoll Værk, og da han kom tilbage fra Trondhjem, holdtes her hos Anker det bekendte møde på Eidsvoll 16. februar 1814, hvori besluttedes, at Norge skulde erklæres uafhængigt, og at der skulle indkaldes en Rigsforsamling. Inden denne, der ligeledes holdtes på Ejdsvold, kunne træde sammen, havde Anker forladt Norge og kom således ikke til at tage sæde i den nye norske regering, hvori han 2. marts udnævntes til regeringsråd og 19. maj til statsråd. 
I marts 1814 gik Anker over Nordsøen til England for der at virke i Norges og Christian Frederiks interesser. Han arbejdede her, til dels benyttende sig af sine bekendtskaber fra sit tidligere ophold, med en aldrig svigtende energi for at krydse stormagternes og den svenske politik. Men hvor meget dygtighed han end udfoldede, så kunne han ikke sætte noget igennem, uagtet han arbejdede til det sidste. I 1815 fik han afsked som statsråd og vendte tilbage til Norge, hvor han snart forsonede sig med den nye tingenes orden og endog trådte i et nærmere forhold til kronprins Karl Johan, hvem han gentagne gange havde som gæst i sit hus. 1816 modtog han også tilbud om at blive gesandt i Lissabon, hvad han dog ikke kunne antage.
Hans økonomiske stilling var i hans senere leveår ikke god; jernværket var næsten at betragte som nedlagt. Han bestyrede stadig statens glasværker og afgik under en rejse på et af disse ved døden i 1824. 
Anker var desuden en kundskabsrig mand med store litterære interesser, der virkede som mæcen og havde betydelige samlinger af manuskripter og bøger. 28. marts 1800 blev han medlem af Det kongelige danske Selskab for Fædrelandets Historie. 
1784 ægtede han Hedevig Conradine Ernestine Christine Wegener (født 1763 død 1846), en datter af generalløjtnant Vilhelm Theodor Wegener.

## Galleri
- Statue af Carsten Anker.
- Carsten Anker malet af Christian Horneman.